# Richard Hadlee
Sir Richard John Hadlee MBE (* 3. Juli 1951 in Christchurch, Neuseeland) (Spitzname: „Paddles“) ist ein ehemaliger neuseeländischer Cricketspieler. Sein Vater Walter Hadlee und seine Brüder Dayle und Barry Hadlee spielten ebenfalls Cricket für die neuseeländische Nationalmannschaft. Richard Hadlee gilt als der beste All-rounder in der Geschichte des neuseeländischen Crickets. Von einer Jury des Wisden Cricketers' Almanack wurde er nach Muttiah Muralitharan zum zweitbesten Bowler in der Geschichte des Test Cricket gewählt.

## Karriere
Sein Testdebüt feierte Richard Hadlee im Februar 1973 gegen Pakistan in Wellington. Er bestritt während seiner Karriere 86 Testmatches für Neuseeland, bei denen er insgesamt 3124 Runs und 431 Wickets erzielte. Damit ist er einer von nur neun Spielern, die mehr als 3000 Runs und 300 Wickets im Test Cricket erreichten. Hadlee ist außerdem der erste Cricketer, der 400 Testwickets erreichte. Für diese benötigte er lediglich 79 Tests. Außerdem bestritt Hadlee 115 One-Day International Matches (ODIs) für Neuseeland. Insgesamt erzielte er bei ODIs 1751 Runs und 158 Wickets. Hadlee nahm zudem an drei Cricket Weltmeisterschaften teil (1975, 1979 und 1983).

## Sonstiges
Vor seinem letzten Testeinsatz, den er im Juli 1990 gegen England in Birmingham bestritt, wurde er zum Ritter geschlagen. Außerdem wurde er zu einem der New Zealand’s Top 100 History Makers gewählt. Im April 2009 wurde Richard Hadlee in die ICC Cricket Hall of Fame aufgenommen.